# Sour Stadium
Sour Stadium – stadion piłkarski znajdujący się w mieście Tyr w Libanie. Posiada nawierzchnię trawiastą. Może pomieścić 6500 osób. Został otwarty w 1947 roku. Swoje mecze rozgrywają na nim kluby Salam Sour, Tadamon Sour.